# District de Francfort
1815–1945
Le district de Francfort, en allemand Regierungsbezirk Frankfurt, est une région historique allemande. De 1815 à 1945, il était l'un des deux districts de la province prussienne de Brandebourg, situé à l'est de celui de Berlin et borné au nord par la Poméranie à l'est par la province de Posnanie, au sud-est par la Silésie, au sud par le royaume de Saxe. Sa capitale administrative était Francfort-sur-l'Oder. Aujourd'hui, sa partie occidentale se trouve dans le Land de Brandebourg, tandis que la partie orientale, à la suite des changements de frontières décidés par l'Union soviétique en 1945, fait partie de la Pologne.
Le district fut créé en 1815, lorsque la Prusse réorganisa son administration interne. Il comprenait la partie orientale, essentiellement rurale, du Brandebourg, y compris la Nouvelle Marche et la Basse-Lusace. À partir de 1871, la Prusse fit partie de l'Empire allemand nouvellement fondé.
En 1938, les arrondissements d'Arnswalde et de Friedeberg-en-Nouvelle-Marche furent séparés du district de Francfort et fusionnés dans la nouvelle province appelée Posnanie-Prusse-Occidentale, qui fut incorporée à la province de Poméranie. Dans le même temps, les arrondissements de Meseritz et Schwerin-sur-la-Warthe furent transférés de la province de Posnanie-Prusse-Occidentale au district de Francfort.
Globalement, ces changements ont réduit la superficie du territoire de la région de Francfort de 20 731 km² à 18 390 km².
En 1945, la partie de la région située à l'est de l'Oder fut donnée à la Pologne, tandis que la partie occidentale fit partie dans la zone d'occupation soviétique en Allemagne. A l'ouest de l'Oder, le Land de Brandebourg, créé en 1946, n'était pas administrativement subdivisé en régions gouvernementales. Trois ans plus tard, cependant, en 1952, l’État est-allemand, en pleine mutation, entreprit de nouvelles réformes administratives et les régions occidentales de l'ancien district de Francfort devinrent partie intégrante du nouveau district de Francfort-sur-l'Oder.

## Structure
Villes:
- Cottbus (à partir de 1886)
- Forst (à partir de 1897)
- Francfort-sur-l'Oder (à partir de 1827)
- Guben (à partir de 1884)
- Landsberg-sur-la-Warthe (à partir de 1892)

Arrondissements:
- Arrondissement d'Arnswalde (jusqu'en 1938)
- Arrondissement de Calau (de)
- Arrondissement de Cottbus (de)
- Arrondissement de Crossen-sur-l'Oder
- Arrondissement de Custrin (jusqu'en 1836)
- Arrondissement de Francfort-sur-l'Oder (de) (jusqu'en 1826)
- Arrondissement de Friedeberg-en-Nouvelle-Marche (jusqu'en 1938)
- Arrondissement de Guben (de)
- Arrondissement de Königsberg-en-Nouvelle-Marche (de)
- Arrondissement de Landsberg-sur-la-Warthe (de)
- Arrondissement de Lebus (de)
- Arrondissement de Luckau (de)
- Arrondissement de Lübben (de)
- Arrondissement de Meseritz (à partir de 1938)
- Arrondissement de Schwerin-sur-la-Warthe (à partir de 1938)
- Arrondissement de Soldin (de)
- Arrondissement de Sorau (de)
- Arrondissement de Spremberg (de) (à partir de 1825)
- Arrondissement de Spremberg-Hoyerswerda (de) (jusqu'en 1825)
- Arrondissement de Sternberg-en-Nouvelle-Marche (jusqu'en 1873)
- Arrondissement de Sternberg-Est (à partir de 1873)
- Arrondissement de Sternberg-Ouest (à partir de 1873)
- Arrondissement de Züllichau-Schwiebus (de)

## Présidents du district
- 1813-1847 Ludwig von Wißmann (de)
- 1847-1848 Eugen von Puttkamer
- 1848-1849 Karl Otto von Raumer
- 1850-1851 Karl Otto von Manteuffel
- 1851-1855 Carl Wilhelm von Bötticher
- 1856-1862 Werner von Selchow
- 1862-1867 Ferdinand von Münchhausen (de)
- 1867-1873 Ferdinand von Nordenflycht
- 1881-1890 Wilhelm von Heyden-Cadow
- 1890-1902 Jesco von Puttkamer
- 1902-1903 Ludwig von Windheim
- 1903-1906 Kurt von Dewitz
- 1906-1908 Rudolf von Valentini
- 1908-1918 Friedrich Wilhelm Ludwig von Schwerin (de)
- 1918-1919 Carl von Fidler
- 1919-1930 Ludwig Bartels (de)
- 1930-1932 Wilhelm Fitzner (de)
- 1932-1933 Kurt Schönner (de)
- 1933-1935 Felix Eichler (de)
- 1935-1936 Hermann Bresgen (de)
- 1937-1945 Heinrich Refardt (de)